# Dean (Nouvelle-Écosse)
Pour les articles homonymes, voir Dean.
Dean est une communauté de la vallée de la Musquodoboit (en) en Nouvelle-Écosse au Canada. Elle est située sur la frontière entre la municipalité régionale de Halifax et le comté de Colchester sur la route 336. L'économie de la communauté est principalement basée sur les industries agricole et forestière.

## Annexe